# Сальников, Яков
Яков Сальников (1918 — 30 июля 1944, Выгода) — капитан Красной Армии, партизан Гвардии Людовой и Армии Людовой, участник Великой Отечественной войны.
Родился в 1918 году. После окончания средней школы работал на заводе в Харькове. После начала Великой Отечественной войны вступил добровольцем в Красную Армию. Попал в плен на Днепре. Под Ченстоховой бежал с эшелона, перевозившего пленных в другой лагерь. Через несколько месяцев, летом 1943 года, вступил в ряды Гвардии Людовой. Служил в отделении ГЛ им. генерала Ю. Бема. Весной 1944 года вошел в состав командования батальона 3-й бригады ГЛ генерала Юзефа Бема. Пал 30 июля 1944 года в бою с немцами у деревни Выгода.